# Serra (Quattordio)
Serra (La Sèra in piemontese) è una piccola frazione situata nel territorio del comune di Quattordio, in provincia di Alessandria, a poca distanza dal confine con la provincia di Asti.
La morfologia del territorio è caratterizzata da un terreno pianeggiante, in cui spicca il colle su cui sorge l'abitato. Attraversano la pianura diverse stradine non asfaltate, che, passando attraverso i campi, consentono di raggiungere la regione Brezzi, nel comune di Refrancore e la piana di Piepasso, l'altra frazione di Quattordio.
Il centro della frazione è la piazzetta antistante la chiesetta dedicata al patrono San Francesco, dove si affacciano i locali del centro ricreativo e della vecchia scuola elementare ora non più utilizzata. Gli insediamenti abitativi, composti per lo più da case coloniche, sono disposti lungo strada Montemagno e altre vie minori. Nelle vicinanze sono presenti anche ville e cascine.

## Economia
L'economia è prevalentemente agricola, basata sulle coltivazioni di grano, mais, orzo, avena e girasoli, ma nei pressi del torrente Gaminella si possono trovare boschi di pioppo, destinati alla produzione di legname. Non mancano, inoltre, alcune vigne.

## Feste e gastronomia
Ogni anno, a metà agosto, si svolgeva la festa della Serra, durante la quale si potevano gustare i piatti tipici del territorio, come gli agnolotti, la polenta e cinghiale e la tradizionale fricia, una particolare versione del fritto misto piemontese.